# Alone in the Dark
Alone In The Dark é uma série de jogos eletrônicos produzido em 1992 pela Infogrames.
Até 2015 a franquia teve um total de 6 títulos, 2 filmes e 1 jogo bônus, sendo que, neste artigo, esse bônus não é computado como título da série, embora conste no rol dos jogos mais abaixo.
Por ter sido lançado antes de Resident Evil e de Silent Hill, Alone in the Dark é reconhecido por muitos como o "pai" dos jogos do gênero Survival Horror, gênero este que apresenta características marcantes, como transporte limitado de objetos, escassez de armas, munições e restauradores de energia, entre outras situações que tendem a levar os jogadores a um estado de tensão.
Além da versão para PC (DOS), o primeiro jogo também fez aparições no console 3DO, em 1994.
Para a plataforma PC, os 3 primeiros jogos não necessitavam de placa de vídeo especial, sendo exigida do 4º jogo em diante.
O 5º título inovou apresentando alguns momentos de mundo aberto e criou confusão com o seu título, pois foi lançado para PC com o mesmo nome do 1º episódio, que já era o mesmo nome da série. Por conta disso, para evitar referências erradas, muitos o apelidaram de AITD 5, Alone 5 ou Alone In The Dark 2008. Também inovou ao oferecer a possibilidade de combinação de objetos, interação com cenário e, entre outros destaques, a utilização de cadáveres ou de parte deles nos puzzles.

## Jogos
- Alone In The Dark (1992): O primeiro jogo da série foi desenvolvido pela Infogrames e lançado para PC em 1992, foi um dos primeiros jogos a usar personagens poligonais sobre fundos pré-renderizados. Seguia a trajetória de Edward Carnby, um detetive de casos sobrenaturais que é contratado por Emily Hartwood para investigar a causa do suicídio de seu tio, Jeremy Hartwood, que foi encontrado morto no sótão de sua mansão, ou mesmo, Emily Hartwood, em sua busca pela verdade na mansão Derceto. Chegando na mansão, Carnby e Emily, notam que a morte de Jeremy talvez, não fosse mesmo um mero suicídio.

- Jack In The Dark (Spin-Off 1993): Um jogo bônus feito durante a produção de Alone In The Dark 2. Foi usado como um jogo promocional distribuído no Natal de 1993 (pouco antes de Alone In The Dark 2 ser lançado). O jogo era um disco único em um invólucro de ouro com uma ilustração Jack-In-The-Box na capa. É uma aventura curta com a criança Grace Saunders como uma personagem jogável, conta sua história em que, durante o Dia Das Bruxas, ela entra em uma loja de brinquedos ao escurecer e fica trancada nela, lá os brinquedos estão vivos e Grace deve descobrir o que está acontecendo se quiser sair da loja com vida. Jack In The Dark é um jogo de aventura que se concentra exclusivamente nos enigmas, sendo o combate praticamente nulo. As versões posteriores do CD de Alone In The Dark do 1 ao 3 vieram embalados com Jack In The Dark.

- Alone In The Dark 2 (1993): O Segundo jogo da série, foi desenvolvido pela Infogrames e lançado para PC em 1993, sendo mais orientado para a ação do que seu antecessor, com uma ênfase muito maior sobre as armas de fogo e os tiroteios e resultando em um combate mais difícil. Desta vez, a história segue apenas Edward Carnby que está à procura da recém desaparecida Grace Saunders na mansão Hell's Kitchen, há anos habitada pelo infame pirata e gângster One-Eyed Jack. Foi portado para 3DO pela Krisalis e lançado pela Interplay, um port sob o nome de Alone In The Dark: Jack is Back foi desenvolvido pela Infogrames e lançado em 1996 para Sega Saturn e PlayStation, era conhecido nos EUA como Alone In The Dark: One-Eyed Jack's Revenge. Ambas as versões também foram lançadas no Japão sob o nome original de Alone In The Dark 2.
- Alone In The Dark 3 (AITD 3, 1994): foi o último jogo da trilogia original e o último a utilizar o mesmo motor gráfico do Alone In The Dark original e foi lançado para PC em 1994. Em Alone In The Dark 3, a Infogrames tinha como intenção, trazer de volta o estilo do primeiro jogo, com mais terror, músicas menos alegres e mais quebra-cabeças. Conta a história de Edward Carnby em busca de sua amiga Emily Hartwood, agora produtora de cinema, na cidade fantasma de Slaughter Gulch, que tem como patrono o maquiavélico Jed Stone, que planeja mover a Falha de San Andreas. Uma versão de Alone In The Dark 3 para Windows 95 sob o nome de Alone In The Dark 3: Ghosts In Town foi lançado pela Infogrames em 1996.

- Alone In The Dark: The New Nightmare (AITD 4, 2001): o jogo da próxima geração da série Alone In The Dark, foi criado pela Darkworks, ainda sendo distribuído pela Infogrames, com um estilo survival horror mais parecido com o de Resident Evil. O esquema de controle e jogabilidade são muito próximos aos de Resident Evil do que o Alone In The Dark original. Contava a história de Edward Carnby em uma viagem em busca de respostas sobre seu amigo desaparecido e seu passado em uma ilha no meio do oceano, junto com sua parceira Aline Cedrac. O jogo segue um rumo totalmente diferente da trilogia original, apresentando cenários mais modernos em uma época diferente dos outros três, se passando em 2001 em vez da década de 1920. Internamente conhecido como Alone In The Dark 4, foi lançado em 2001, desenvolvido pela Darkworks para PlayStation e Dreamcast, pela Spiral Studios para PC e PlayStation 2 e também com uma versão portátil do jogo para Game Boy Color desenvolvido pela Pocket Studios.

- Alone In The Dark (AITD 5, 2008): foi desenvolvido pela Eden Games para PC, PlayStation 3 e Xbox 360, e pela Hydravision Entertainment para PlayStation 2 e Wii. Ele mudou o foco da série de volta para o Survival Horror. Inicialmente conhecido como Alone In The Dark: Near Death Investigation, o jogo finalmente foi rebatizado simplesmente como Alone In The Dark, possuindo ligações com a trilogia original. O enredo se separa do anterior, apresentando cenários maiores e a visão em primeira e terceira pessoa, pela primeira vez havendo esse tipo de divisão. Com complexos de controles quebra-cabeças, o ambiente desempenha um grande papel no núcleo do jogo e o jogador pode pegar qualquer objeto, mesmo decorativo, e usá-lo como uma arma branca ou combiná-la para fazer estilos diferentes de armas (como uma garrafa de álcool e um pano para montar um Coquetel Molotov). Muitos elementos do cenário, como caixas, portas e objetos de madeira podem interagir com o fogo, desempenhando um papel proeminente no jogo, auxiliando na destruição de objetos e também ajudando a matar os inimigos. A versão para PlayStation 3 foi lançada alguns meses após as outras versões, e foi nomeado Alone In The Dark: Inferno. Esta versão teve algumas mudanças de jogabilidade e correções técnicas, removendo bugs e delays de renderização, sendo mais bem recebida que as suas outras edições.

- Alone In The Dark: Illumination (AITD 6, 2015): Anunciado em 20 de agosto de 2014, Alone In The Dark: Illumination foi lançado em 11 de junho de 2015 e recebeu críticas negativas.

- Alone in the Dark (AITD Remake, 2024): Desenvolvido pela Pieces Interactive, Alone in the Dark é um remake do videogame original de 1992 em um estilo semelhante aos remakes de Resident Evil. Será uma narrativa single player ambientada na década de 1920, onde os jogadores podem escolher jogar como Edward Carnby ou Emily Hartwood, enquanto se dirigem à mansão Derceto para descobrir os mistérios. O jogo será jogável no PlayStation 5, Xbox Series X e Microsoft Windows.

## Épocas
Os três jogos originais ocorreram na década de 1920 e acompanhavam Edward Canby em suas investigações e casos resolvidos a cada jogo. Em 1924 (Alone In The Dark), ele foi contratado por um antiquário para investigar um piano no sótão da mansão Derceto, na Louisiana, que foi abandonada desde que seu proprietário Jeremy Hartwood cometeu suicídio. Em 1925 (Alone In The Dark 2) Carnby passou a resolver um caso envolvendo o sequestro de Grace Saunders após os procedimentos de investigação de seu falecido parceiro Ted Stryker, com todas as pistas que levam a uma velha mansão chamada Hell's Kitchen e um gangster infame que a habitou. Em 1926 (Alone In The Dark 3) ele foi chamado para investigar o desaparecimento de uma equipe de filmagem em uma cidade fantasma conhecida pelo nome de Slaughter Gulch localizada em meio ao deserto de Mojave, na Califórnia, e o que o leva a investigar a situação é a notícia dada de que Emily Hartwood (a protagonista opcional do primeiro jogo) fazia parte da equipe.
Quando Alone In The Dark: The New Nightmare foi feito, o cenário foi transferido da década de 1920 para o ano de 2001, e uma lenda foi constituída, a fim de explicar que Edward Carnby pertencia a uma linhagem de Caçadores de Sombras que nascem no dia 29 de fevereiro a cada 40 anos e que foi criado como um órfão no Orfanato de São Jorge, chamado pelo nome de Edward Carnby, assim como todos os outros nascidos. O nome foi retratado como uma forma literal anglicanizada de "El War Qarn'bi", que significava "aquele que luta contra o mal encarnado e caça fora das sombras". Segundo essa lenda, o Edward Carnby original nasceu em 1888 e saiu dos registros depois de se envolver com vários assuntos estranhos entre 1920 e 1939. O Edward Carnby que protagonizou Alone In The Dark: The New Nightmare é um personagem diferente e mais jovem, que nasceu em 1968.
Alone In The Dark (2008) reinterpretou, mais uma vez, o enredo da série. Ele segue o cânone da trilogia original e ignora os eventos de Alone In The Dark: The New Nightmare completamente. Isso é mais perceptível devido ao fato de que a trama deste jogo, que acontece em 2008, afirma que só há um Edward Carnby, que foi possuído no final da década de 1930 e desapareceu e está agora com mais de 100 anos, embora ele mantenha sua aparência relativamente jovem. Isto significa que o jogo é a continuação da trilogia original e é o mesmo personagem, apesar da semelhança ser pouca. O jogo de 2008 não faz referência à linhagem El War Qarn'bi de Alone In The Dark: The New Nightmare e não faz referência ao protagonista do jogo que provavelmente está vivo no momento. O jogo continua sendo visto como a interpretação mais cânone da trilogia original. A prova que atesta essa teoria é o histórico pesquisado pelo Dr. Hartford que afirma que Edward Carnby investigou o suicídio de Jeremy Hartwood em 1924 e resgatou Grace Saunders em 1925, e uma de suas distinções seria uma cicatriz no lado esquerdo do rosto, que está presente no protagonista do jogo.
Em Alone In The Dark: Illumination, O jogo traz jogadores para a cidade abandonada de Lorwich, Virgínia. Localizado perto da fronteira do sul de Virgínia. Lorwich era uma cidade industrial florescente com um negócio movimentado gerado pelas minas locais. Esses dias prósperos chegaram ao fim quando uma inundação devastou a instalação mineira, deixando para trás nada além de destruição em seu rastro. O desastre forçou uma evacuação imediata, deixando a cidade desolada. Passaram-se anos desde o acidente, e a cidade já foi esquecida.
A causa do acidente ainda é um mistério e, anos depois, ninguém se atreve a pisar um pé na cidade por medo do que está ali. Houve inúmeros relatos de criaturas estranhas e uma névoa escura e ninhada dentro da cidade. Alguns habitantes locais que acreditam que existe uma força sobrenatural que está sempre presente chamada de "The Darkness". Considera-se que "The Darkness" envolve tudo em seu caminho e pode revelar-se de várias maneiras, como neblina, aparições e criaturas desconhecidas.
O jogo traz Theodore "Ted" Carnby (The Hunter) é um descendente direto de Edward Carnby, o protagonista masculino do original  Alone In The Dark  e três das sequelas. Ele realmente está implícito em ser o Edward Carnby original que vive sob uma identidade assumida, ainda viva na era moderna devido aos eventos do 2008  Alone In The Dark (2008).

## Filmes
Antes de citar os filmes relacionados com a série, vale ressalta que, em 1982 foi lançado o filme Noite de Pânico (1982), com título original de Alone in the Dark, entretanto tal filme e a série de jogos não se relacionam. 
- Alone in the Dark: O Despertar do Mal (2005): retrata uma trama em live-action situada após os eventos do Alone In The Dark: The New Nightmare e dirigido pelo infame diretor alemão Uwe Boll. O filme não tem nenhuma relação com a trilogia original ou com a sua continuação de 2008.

- Alone in the Dark 2: O Retorno do Mal (2008).